# تریه رود لارشن
تریه رود لارشن (انگلیسی: Terje Rød-Larsen؛ زادهٔ ۲۲ نوامبر ۱۹۴۷) سیاست‌مدار اهل نروژ است.